# Kolonjë
Kolonjë (Albanees: Rrethi i Kolonjës) is een stad (bashki) in de Albanese prefectuur Korçë in het zuidoosten van het land. Het heeft 11.000 inwoners (2011) waaronder Griekse en Aroemeense minderheden en een oppervlakte van 864 km². 
De hoofdstad is de stad Ersekë. In het oosten grenst het aan de Griekse departementen Kastoria en Ioannina.
De stad Ersekë is gebouwd aan de voet van de berg Gramoz (Mali i Gramozit), de op drie na hoogste berg van Albanië met een hoogte van 2525 meter boven zeeniveau.

## Bestuurlijke indeling
Administratieve componenten (njësitë administrative përbërëse) na de gemeentelijke herinrichting van 2015 (inwoners tijdens de census 2011 tussen haakjes):
Barmash (480) • Çlirim (355) • Ersekë (3746) • Leskovik (1525) • Mollas (1520) • Novoselë (355) • Qendër Ersekë (2673) • Qënder Leskovik (416).
De stad wordt verder ingedeeld in 78 plaatsen: Arrëz, Barmash, Bejkovë, Bënjëz, Bezhan, Blush, Borovë, Boshanj, Butkë, Cerckë, Çlirim, Ersekë, Gërmenj, Gjirakar, Gjonç, Glinë, Gostivisht, Gozhdorazhd, Helmës, Kabash, Kaduç, Kagjinas, Kaltanj, Kamnik, Kreshovë, Kodras, Kovaçisht, Kozel, Kurtez, Lashovë, Lënckë, Lëngës, Leshnjë, Leskovik, Luaras, Mbreshtan, Mesiçkë, Milec, Mollas, Ndërrmarr, Novoselë, Orgockë, Pepellash, Peshtan, Piskal, Pobickë, Podë, Postenan, Prodan, Psar, Psar i Zi, Qafzez, Qesarak, Qinam, Qinam- Radovickë, Qytezë, Radanj, Radat, Radimisht, Radovë, Radovickë, Rajan, Rehovë, Sanjollas, Selenicë, Selenicë e Pishës, Shalës, Shijan, Shtikë, Skorovot, Starie, Taç
Lartë, Taç Poshtë, Taç Qëndër, Vitisht, Vodicë, Vrepckë, Zharkan.

## Bevolking
In de periode 1995-2001 had het district een vruchtbaarheidscijfer van 1,92 kinderen per vrouw, hetgeen lager was dan het nationale gemiddelde van 2,47 kinderen per vrouw.
Belsh · Berat · Bulqizë · Cërrik · Delvinë · Devoll · Dibër · Dimal · Divjakë · Dropull · Durrës · Elbasan · Fier · Finiq · Fushë-Arrëz · Gjirokastër · Gramsh · Has · Himarë · Kamëz · Kavajë · Këlcyrë · Klos · Kolonjë · Konispol · Korçë · Krujë · Kuçovë  · Kukës · Kurbin · Lezhë · Libohovë · Librazhd · Lushnjë · Malësi e Madhe · Maliq · Mallakastër · Mat · Memaliaj · Mirditë · Patos · Peqin  · Përmet · Pogradec · Poliçan · Prrenjas · Pukë · Pustec · Roskovec · Rrogozhinë · Sarandë · Selenicë · Shijak · Shkodër · Skrapar · Tepelenë · Tirana · Tropojë · Vau i Dejës · Vlorë · Vorë

Deelgemeenten · Gemeenten · Prefecturen